# Ázere e Covelo
Ázere e Covelo (llamada oficialmente União das Freguesias de Ázere e Covelo) es una freguesia portuguesa del municipio de Tábua, distrito de Coímbra.

## Historia
Fue creada el 28 de enero de 2013 en aplicación de una resolución de la Asamblea de la República de Portugal promulgada el 16 de enero de 2013 con la unión de las freguesias de Ázere y Covelo, pasando su sede a estar situada en la antigua freguesia de Ázere.

## Demografía
| Gráfica de evolución demográfica de Ázere e Covelo entre 2011 y 2021 |
|                                                                      |
| Datos según el nomenclátor publicado por el INE portugués.           |